# Rhodostrophia borealis
Rhodostrophia borealis là một loài bướm đêm trong họ Geometridae.